# 1920 w Wojsku Polskim
Kalendarium Wojska Polskiego 1920 – wydarzenia w Wojsku Polskim w roku 1920.

## 1920
- Wyższa Szkoła Pilotów została przeniesiona z końcem roku z Poznania do Grudziądza[1]

## Styczeń
1 stycznia
- Naczelnik Państwa i Wódz Naczelny Józef Piłsudski powołał pierwszą Tymczasową Kapitułę Orderu Wojskowego Virtuti Militari
- Naczelny Wódz mianował:

pułkownika Stanisława Hallera generałem podporucznikiem i powierzył mu pełnienie obowiązków szefa Sztabu Generalnego
generała podporucznika Jana Romera dowódcą 13 Dywizji Piechoty
generała podporucznika Leonarda Skierskiego dowódcą 4 Dywizji Piechoty
3 stycznia
- Grupa generała Edwarda Śmigłego-Rydza w składzie dwóch dywizji piechoty Legionów (1 i 3) zajęła Dyneburg
- kapitan marynarki Józef Unrug zdał, a generał Michał Borowski objął stanowisko delegata do spraw wojskowych i morskich przy przedstawicielu Rzeczypospolitej Polskiej

4 stycznia
- z Krakowa wyjechał pierwszy wagon prezentów zebranych w mieście dla żołnierzy frontu litewsko-białoruskiego (w Krakowie przygotowano ogółem około 35 tys. paczek)

8 stycznia
- Naczelny Wódz mianował:

pułkownika Wacława Pażuś dowódcą 20 pułku piechoty
pułkownika Juliana Pieńkowskiego dowódcą 54 pułku strzelców kresowych
9 stycznia
- weszła w życie Ustawa z dnia 19 grudnia 1919 w przedmiocie przedłużenia czasu służby roczników 1896–1899, powołanych na obszarze Dowództwa Okręgu Generalnego Krakowskiego

14 stycznia
- Naczelny Wódz mianował:

generała podporucznika Edmunda Hausera dowódcą Obozu Warownego „Toruń”
generała podporucznika Marcelego Gosławskiego zastępcą dowódcy Okręgu Generalnego „Łódź”
pułkownika Jana Dobrowolskiego dowódcą XII Brygady Piechoty
podpułkownika Bożesława Stanisława Wolskiego dowódcą 23 pułku piechoty
17 stycznia
- wymarsz batalionu morskiego z Aleksandrowa Kujawskiego w celu zajęcia Pomorza

18 stycznia
- Wojsko Polskie wkroczyło do opuszczonego przez Niemców Torunia
- Wojsko Polskie zajęło lotnisko w Toruniu[1]

20 stycznia
- oddziały Wojska Polskiego zajęły Bydgoszcz

24 stycznia
- Wojsko Polskie zajęło lotnisko w Bydgoszczy[1]

30 stycznia
- Dowódca Okręgu Generalnego „Kielce” nadał imię:

Stefana Czarnieckiego – koszarom Batalionu Zapasowego 4 Pułku Piechoty Legionów w Kielcach,
Bartosza Głowackiego – koszarom Batalionu Zapasowego Wojsk Wartowniczych i Etapowych Nr III w Kielcach,
Tadeusza Kościuszki – koszarom Batalionu Telegraficznego Nr III w Kielcach.
31 stycznia
- oddziały Wojska Polskiego zajęły Chojnice
- weszła w życie Ustawa z dnia 20 stycznia 1920 o powołaniu prawników do czynnej służby wojskowej

## Luty
10 lutego
- w Pucku generał Józef Haller dokonał zaślubin Polski z morzem[1]

11 lutego
- zostały wprowadzone oznaki stopni szeregowych na czapce[3]

15 lutego
- Francuska Szkoła Pilotów została przejęta przez polski personel dowódczy i instruktorski oraz zmieniona została jej nazwa na Niższą Szkołę Pilotów w Warszawie[1]

17 lutego
- Minister Spraw Wojskowych utworzył Sąd Wojskowy Okręgu Generalnego „Pomorze” z siedzibą w Grudziądzu[4]

18 lutego
- Naczelny Wódz powołał Ogólną Komisję Weryfikacyjną w celu „zestawienia listy starszeństwa i stopni oficerów Wojska Polskiego”

20 lutego
- Inspektorat Wojsk Lotniczych został przemianowany na Departament III Żeglugi Napowietrznej MSW[1]

25 lutego
- Naczelny Wódz mianował:

pułkownika Władysława Sikorskiego dowódcą 9 Dywizji Piechoty
pułkownika Fabiana Kobordo dowódcą XVII Brygady Piechoty
podpułkownika Stefana Dąb-Biernackiego dowódcą I Brygady Piechoty Legionów
podpułkownika Gustawa Truskolaskiego dowódcą 36 pułku piechoty
26 lutego
- Oficerska Szkoła Obserwatorów Lotniczych została przeniesiona z Warszawy do Torunia[1]

29 lutego
- oddziały Wojskowej Straży Granicznej zostały przemianowane na oddziały Strzelców Granicznych[5]

## Marzec
1 marca
- weszła w życie nowa organizacja Ministerstwa Spraw Wojskowych

4 marca
- weszła w życie Ustawa z dnia 20 lutego 1920 w przedmiocie kar za pogwałcenie przepisów, dotyczących powszechnego obowiązku służby wojskowej

19 marca
- Józef Piłsudski przyjął dla siebie i zatwierdził, jako Naczelny Wódz stopień Pierwszego Marszałka Polski[6]

30 marca
- Naczelny Wódz zwolnił generała podporucznika Zygmunta Łempickiego ze stanowiska dowódcy Okręgu Generalnego „Kielce” i mianował członkiem Rady Wojskowej

## Kwiecień
1 kwietnia
- została wprowadzona nowa organizacja dowodzenia na szczeblu operacyjnym. Na bazie trzech dotychczasowych frontów utworzono pięć armii:

Front Podolski → 6 Armia
Front Wołyński → 2 Armia
Front Litewsko-Białoruski → 1 Armia, 4 Armia i 7 Armia
- przy Sekcji Mobilizacyjnej Oddziału I Sztabu Ministerstwa Spraw Wojskowych w Warszawie został utworzony Wydział Ochotniczej Legii Kobiet. Naczelniczką wydziału została mianowana doktor Aleksandra Zagórska z równoczesnym przyznaniem stopnia funkcyjnego majora. Naczelniczka wydziału była „dowódczynią wszystkich formacji OLK na terenie podległym Ministerstwu Spraw Wojskowych”[7] → Ochotnicza Legia Kobiet.

7 kwietnia
- Naczelny Wódz mianował:

pułkownika Władysława Mosiewicza dowódcą 7 Brygady Jazdy
pułkownika Aleksandra Załęskiego zastępcą dowódcy Okręgu Generalnego „Kielce”
pułkownika Stanisława Rosnowskiego dowódcą 40 pułku piechoty
9 kwietnia
- weszło w życie Rozporządzenie Ministra Spraw Wojskowych i Ministra Spraw Wewnętrznych w sprawie wprowadzenia obowiązku świadczeń wojennych[8]

13 kwietnia
- Naczelny Wódz mianował:

generała porucznika Stanisława Szeptyckiego – generałem broni
generała podporucznika Gustawa Zygadłowicza dowódcą 7 Armii
generała podporucznika Lucjana Żeligowskiego dowódcą 10 Dywizji Piechoty
14 kwietnia
- Wiceminister Spraw Wojskowych generał Kazimierz Sosnkowski wydał rozkaz o przerwaniu nauczania w wojskowych szkołach i na kursach oraz o wysłaniu ich słuchaczy, oficerów i podoficerów na front, w celu uzupełnienia braków jednostkach frontowych ponieważ „zbliża się decydujący i kulminacyjny moment wielkiej gry dziejowej”[9]
- w lotnictwie polskim utworzono stanowiska Szefów Lotnictwa Armii i Frontów[1]

21 kwietnia
- Józef Haller, Józef Dowbor-Muśnicki i Stanisław Szeptycki zostali zatwierdzeni z dniem 1 kwietnia 1920 w stopniach generałów broni
- Oddział Zapasowy Marynarzy został przeniesiony z Modlina do Torunia
- w Toruniu została utworzona Kadra Marynarki Wojennej pod dowództwem kapitan marynarki Antoni Wąsowicz

22 kwietnia
- w Warszawie zostało utworzenie Muzeum Wojska Polskiego

24 kwietnia
- w Warszawie została podpisana konwencja wojskowa między Polską a Ukrainą, stanowiąca tajny załącznik do tzw. umowy warszawskiej

25 kwietnia
- z rozkazu Józefa Piłsudskiego wojska polskie rozpoczynają ofensywę na całej linii frontu ukraińskiego[10]

## Maj
- pod koniec maja Niższą Szkołę Pilotów przeniesiono z Warszawy do Dęblina[1]

1 maja
- do służby został wcielony okręt hydrograficzny ORP „Pomorzanin”
- w Ławicy koło Poznania została utworzona Szkoła Obsługi Technicznej[1]

7 maja
- Polskie wojska zajmują Kijów i ustalają linię frontu na północ od Kijowa, nad Dnieprem, Berezyną i Dźwiną[10]

14 maja
- oddziały polskie wycofują się stopniowo z zajętych terenów rosyjskich[10].

15 maja
- W Budsławiu pułkownik Leon Berbecki wręczył chorągiew 8 pułkowi piechoty Legionów[11].

20 maja
- Naczelny Wódz mianował:

pułkownika Ignacego Picka dowódcą XI Brygady Piechoty
pułkownika Stefana Suszyńskiego dowódcą 7 Brygady Jazdy
podpułkownika Władysława Oksza-Orzechowskiego dowódcą 5 Brygady Jazdy
podpułkownika Henryka Krok-Paszkowskiego dowódcą 22 pułku piechoty
podpułkownika Stanisława Taczaka dowódcą 69 pułku piechoty
majora Czesława Jarnuszkiewicza tymczasowym dowódcą 66 Kaszubskiego pułku piechoty
28 maja
- weszła w życie Ustawa z dnia 11 maja 1920 w przedmiocie uznania nazwisk, przybranych podczas służby wojskowej[12]
- generał Antoni Listowski został dowódcą Frontu Ukraińskiego

## Czerwiec
6 czerwca
- weszła w życie Ustawa z dnia 29 maja 1920 o tymczasowych emeryturach wojskowych[13]

12 czerwca
- polskie oddziały zostały wyparte z Kijowa, a następnie rozbite na terenach Ukrainy naddnieprzańskiej[10]

17 czerwca
- weszła w życie Ustawa z dnia 15 czerwca 1920 w przedmiocie powszechnego poboru roczników 1895 i 1902 r., poboru byłych podoficerów, urodzonych w latach od 1890 do 1894 włącznie, i poboru byłych szeregowych, urodzonych w latach od 1885 do 1894 włącznie, którzy w armiach obcych, względnie w wojsku lub formacjach polskich, służyli w oddziałach jazdy, konnej artylerii i konnej straży granicznej[14]

23 czerwca
- weszło w życie Rozporządzenie Ministra Spraw Wojskowych w porozumieniu z Ministrem Spraw Wewnętrznych i Ministrem b. Dzielnicy Pruskiej w sprawie powołania roczników 1895 i 1902 do służby wojskowej[15]

## Lipiec
- Rozpoczęły się, trwające do września, walki na przedpolach Lwowa

3 lipca
- weszła w życie Ustawa z dnia 1 lipca 1920 o utworzeniu Rady Obrony Państwa[16]

9 lipca
- weszło w życie Rozporządzenie Ministra Spraw Wojskowych w sprawie powołania do służby wojskowej b. oficerów narodowości polskiej wszystkich rodzajów broni, urodzonych w latach 1888–1879 (włącznie), a na obszarze b. dzielnicy pruskiej również urodzonych w latach 1889–1901[17]

15 lipca
- dotychczasowy dowódca lidzkiego pułku strzelców, pułkownik Bronisław Wędziagolski został mianowany dowódcą III Brygady Piechoty Litewsko-Białoruskiej
- dotychczasowy dowódca białostockiego pułku strzelców, pułkownik Stefan Pasławski został mianowany dowódcą IV Brygady Piechoty Litewsko-Białoruskiej

22 lipca
- generał porucznik Tadeusz Rozwadowski zastąpił generała podporucznika Stanisława Hallera na stanowisku szefa Sztabu Generalnego
- weszło w życie Rozporządzenie Rady Ministrów z dnia 10 maja 1920 r. w przedmiocie wprowadzenia w życie na obszarze Rzeczypospolitej ustawy wojskowego postępowania karnego dla wspólnej siły zbrojnej, z dnia 5 lipca 1912 r.[18]
- weszło w życie Rozporządzenie Rady Ministrów z dnia 10 maja 1920 r. w przedmiocie wprowadzenia w życie Wojskowego Kodeksu Karnego[19]

28 lipca
- weszło w życie Rozporządzenie Rady Obrony Państwa z dnia 19 lipca 1920 r. w przedmiocie ogłaszania w czasie wojny wiadomości, dotyczących wojska i spraw obrony Państwa[20]

30 lipca
- pułkownik Czesław Ludwik Rybiński został mianowany generałem podporucznikiem
- pułkownik Józef Becker został mianowany dowódcą XXVI Brygady Piechoty
- pułkownik Kazimierz Pankowicz został mianowany dowódcą XIV Brygady Artylerii
- pułkownik Antoni Unrug został mianowany „Zastępcą Wojskowego Komisarza Rządu Polskiego dla wytknięcia granicy Polsko-Niemieckiej”[21]

## Sierpień
- Ministerstwo Spraw Wojskowych zorganizowało pięć ruchomych kolumn oświatowych tzw. czołówek, których zadaniem było prowadzenie agitacji wśród wojska za pomocą pism ulotnych, broszur, odczytów, odezw, muzyki, piosenek wojskowych itp. Czołówki składały się z komendanta, sześciu prelegentów – ochotników spośród muzyków, aktorów, literatów, dziennikarzy itp., trzech szeregowców i dwóch pań zajmujących się sprzedażą artykułów pierwszej potrzeby dla żołnierza, a także kinooperatora[22].
- W sierpniu kontynuowano walki na przedpolach Lwowa.
- z Dęblina do Bydgoszczy przeniesiono Niższą Szkołę Pilotów[1]

6 sierpnia
- zginął pod Lwowem lotnik kpt. pil. Stefan Bastyr[1]

9 sierpnia
- generał porucznik Kazimierz Sosnkowski został Ministrem Spraw Wojskowych w Rządzie Obrony Narodowej
- weszło w życie Rozporządzenie Rady Obrony Państwa z dnia 30 lipca 1920 w przedmiocie wojskowego sądownictwa doraźnego[23]

12–25 sierpnia
- rozegrała się Bitwa Warszawska, w ramach której toczono walki pod Radzyminem, Ossowem, Nasielskiem, Kockiem, Cycowem i Hrubieszowem

12 sierpnia
- weszło w życie Rozporządzenie Rady Obrony Państwa z dnia 6 sierpnia 1920 r. o podoficerach zawodowych[24]
- weszło w życie Rozporządzenie Rady Obrony Państwa z dnia 6 sierpnia 1920 r. o majstrach wojskowych[25]

14 sierpnia
- pod Ossowem poległ ks. Ignacy Skorupka, kapelan I batalionu 236 pułku piechoty

16 sierpnia
- początek polskiej kontrofensywy znad Wieprza

17 sierpnia
- oddziały ochotnicze – „Détachement rotmistrza Abrahama” stoczyły walkę pod Zadwórzem z oddziałami 1 Armii Konnej; walkę zakończyła samobójcza śmierć kapitana Bolesława Zajączkowskiego; w walce poległ między innymi ochotnik Konstanty Zarugiewicz

24 sierpnia
- weszło w życie Rozporządzenie Rady Obrony Państwa z dnia 11 sierpnia 1920 r. w przedmiocie utraty obywatelstwa Państwa Polskiego wskutek niespełnienia obowiązku służby wojskowej[26]
- weszło w życie Rozporządzenie Rady Obrony Państwa z dnia 18 sierpnia 1920 r. o utworzeniu Nadzwyczajnego Sądu Wojskowego dla spraw o przestępstwa oficerów i urzędników wojskowych, wynikające ze stosunku służbowego[27]

31 sierpnia
- rozegrała się bitwa pod Komarowem – największa bitwa kawalerii w wojnie polsko-bolszewickiej

## Wrzesień
10 września
- W Białej Podlaskiej starosta powiatu bialskiego wręczył chorągiew 34 pułkowi piechoty[28].

16 września
- Rozegrała się bitwa pod Dytiatynem.
- Polskie wojska zajmują Łuck i Równe[10].
- W Augustowie żołnierze 3 pułku ułanów zamordowali kapitana Sławomira Użupisa z 1 pułku czołgów.

20–26 września
- Rozegrała się bitwa nad Niemnem.

20 września
- Były dowódca Frontu Południowego, generał porucznik Wacław Iwaszkiewicz został mianowany dowódcą Okręgu Generalnego „Warszawa”.

22 września
- Były Minister Spraw Wojskowych, generał porucznik Józef Leśniewski został mianowany przewodniczącym Oficerskiego Trybunału Orzekającego.

24 września
- W Wolnym Mieście Gdańsku generał marynarki Michał Bobrowski podpisał z przedstawicielami duńskiej firmy „Skogsbyro” umowę zakupu czterech poniemieckich trałowców FM za kwotę 7.200.000 marek niemieckich.

26 września
- Walka 4 pułku strzelców podhalańskich pod Obuchowem

## Październik
2 października
- Weszło w życie Rozporządzenie Rady Ministrów z dnia 20 września 1920 r. w przedmiocie ograniczenia właściwości sądów wojskowych[29].

9 października
- Na rozkaz Józefa Piłsudskiego polskie oddziały pod dowództwem gen. Lucjana Żeligowskiego, wbrew postanowieniom mocarstw koalicyjnych, zajęły Wilno i okolice[10].

## Listopad
4 listopada
- W Parafianowie na Wileńszczyźnie 10 pułk ułanów otrzymał chorągiew[30].

6 listopada
- W Rosyth, w Szkocji, generał marynarki Wacław Kłoczkowski razem z brazylijskim attaché dokonał przeglądu znajdujących się tam torpedowców, które następnie w drodze losowania miały zasilić obydwie marynarki; wśród sześciu okrętów był torpedowiec A-68, który później otrzymał nazwę ORP „Kujawiak”.

25 listopada
- Ppłk art. tyt. płk Józef Dzięgielewski został mianowany dowódcą 10 Pułku Artylerii Ciężkiej[31].

## Grudzień
1 grudnia
- Niższe szkoły: krakowska i warszawska zostały połączone w Niższą Szkołę Pilotów w Bydgoszczy[1].

3 grudnia
- W Mołodecznie Naczelny Wódz wręczył chorągiew 5 pułkowi piechoty Legionów[32].

4 grudnia
- Na polach majątku Łazduny, w gminie Iwie, Naczelny Wódz odznaczył Krzyżem Srebrnym Virtuti Militari chorągwie pułków piechoty 9 Dywizji Piechoty: 15, 22, 34 i 35 oraz trąbkę 9 pułku artylerii polowej[33].

11 grudnia
- Weszło w życie Rozporządzenie wykonawcze Ministra Spraw Wojskowych, Ministra Spraw Wewnętrznych i Ministra b. Dzielnicy Pruskiej z dnia 20 listopada 1920 do ustawy z dnia 11 maja 1920 w przedmiocie uznania nazwisk, przybranych podczas służby wojskowej[34].

17 grudnia
- Weszła w życie Ustawa z dnia 17 grudnia 1920 r. w sprawie zmiany ustawy z dnia 1 sierpnia 1919 r. o odpowiedzialności osób wojskowych za przestępstwa z chęci zysku[35].